# 논산군 (1963년 선거구)
논산군은 대한민국의 옛 국회의원 선거구이다. 당시 충청남도 논산군 지역을 관할했다.

## 역사
제6대 국회의원 선거를 앞두고 논산군 갑, 논산군 을 선거구가 통합되면서 신설되었다.
제9대 국회의원 선거를 앞두고 공주군 선거구와 통합되면서 논산군·공주군 선거구를 이루게 됨에 따라 폐지되었다.

## 역대 국회의원
| 선거   | 정당 | 정당       | 의원   |
| ------ | ---- | ---------- | ------ |
| 1963년 |      | 민주공화당 | 양순직 |
| 1967년 |      | 민주공화당 | 양순직 |
| 1971년 |      | 신민당     | 김한수 |

## 역대 선거 결과

### 대한민국 제6대 국회의원 선거
|  | 43.66% |

|  | 26.84% |

|  | 12.57% |

|  | 5.86% |

|  | 5.80% |

|  | 3.31% |

|  | 1.92% |

### 대한민국 제7대 국회의원 선거
|  | 54.94% |

|  | 30.62% |

|  | 10.34% |

|  | 1.50% |

|  | 1.38% |

|  | 1.18% |

|  | 0% |

### 대한민국 제8대 국회의원 선거
|  | 54.29% |

|  | 44.28% |

|  | 1.42% |